# Diankabou
Diankabou is een gemeente (commune) in de regio Mopti in Mali. De gemeente telt 11.600 inwoners (2009).
De gemeente bestaat uit de volgende plaatsen:
- Anakila
- Diankabou–Dogon
- Diankabou–Peulh
- Endem
- Gondogourou-Dogon
- Gondogourou-Peulh
- Kadiawéré
- Kindé
- Kobadié
- Koumbome
- N'Guiroga
- Okeyeri Peulh
- Ouro-Bamguel
- Séguemaran–Dogon
- Séguemaran-Peulh
- Sourindé
- Soye
- Tan-Aly
- Tan-Coulé
- Tan-Samba
- Weldé-Diabé